# Gonatus onyx
Gonatus onyx е вид главоного от семейство Gonatidae. Видът не е застрашен от изчезване.

## Разпространение и местообитание
Разпространен е в Канада, Мексико (Долна Калифорния), Русия (Камчатка и Курилски острови), САЩ (Алеутски острови, Аляска, Вашингтон, Калифорния и Орегон) и Япония.
Обитава крайбрежията на океани, морета и заливи в райони с умерен климат. Среща се на дълбочина от 5 до 1289 m, при температура на водата от 9,1 до 12,3 °C и соленост 33,3 – 33,8 ‰.